# 彼得·華生
彼得·華生（1924年4月22日—2003年4月17日）是一位英国認知心理學家，伦敦大学学院教授，知名于提出了著名的心理学实验——反映確認偏誤的華生選擇任務。